# Velká španělská loupež
Velká španělská loupež (v originále Way Down, nebo The Vault) je španělský akční thriller z roku 2021 režiséra Jaumeho Balagueró. V hlavních rolích se objevili Freddie Highmore, Àstrid Bergès-Frisbeyová, Sam Riley, Liam Cunningham, Luis Tosar, Axel Stein, José Coronado a Famke Janssenová.
Film měl premiéru 15. ledna 2021 v Brazílii a Tchaj-wanu a 12. listopadu 2021 ve Španělsku. 

## Obsazení
- Freddie Highmore jako Thom Johnson – student inženýrství na Univerzitě v Cambridge
- Àstrid Bergès-Frisbeyová jako Lorraine – členka týmu
- Sam Riley jako James – bývalý agent MI6
- Liam Cunningham jako Walter Moreland – vůdce týmu a majitel společnosti, kterému ministerstvo zabavilo nalezený poklad
- Luis Tosar jako Simon – člen týmu
- Axel Stein jako Klaus – hacker
- José Coronado jako Gustavo Medina – šéf ochranky Španělské národní banky
- Famke Janssenová jako Margaret
- Emilio Gutiérrez Caba jako majitel Španělské národní banky

## Vydání filmu
Film byl poprvé uveden v kinech 15. ledna 2021 v Brazílii a Tchaj-wanu. 26. března téhož roku měl film premiéru ve Spojených státech a 31. července 2021 byl film k dispozici na streamovací platformě Netflix.
Ve Španělsku byl film v kinech uveden 12. listopadu 2021.